# Phalera beijingana
Phalera beijingana är en fjärilsart som beskrevs av Yang 1978. Phalera beijingana ingår i släktet Phalera och familjen tandspinnare. Inga underarter finns listade i Catalogue of Life.